# Gracilileia aurata
Gracilileia aurata är en tvåvingeart som beskrevs av Loïc Matile 1993. Gracilileia aurata ingår i släktet Gracilileia och familjen svampmyggor.
Artens utbredningsområde är Nya Kaledonien. Inga underarter finns listade i Catalogue of Life.